# 鞍湖社区
鞍湖社区，是中华人民共和国江苏省盐城市盐都区下辖的一个乡镇级行政单位。

## 行政区划
鞍湖社区下辖以下地区：
大顾社区、九曲社区、洪渡社区、许桥村、刘格村和张本村。